# All the Young
All the Young (původně nazvaná New Education) je indie rocková kapela z anglického města Stoke-on-Trent. Kapelu vedou Ryan Dooley (zpěvák, skladatel) a jeho mladší bratr Jack Dooley (baskytara, zpěv). All the Young byli předskokany interpretům jako jsou Morrissey, Kaiser Chiefs, The 1975, The Courteeners nebo Hard-Fi a koncertovali ve Spojeném království, Francii, Švýcarsku, Německu, Polsku, na Islandu, ve Španělsku a Austrálii.
V dubnu 2012 vydali své debutové album Welcome Home, které nahráli s Garthem Richardsonem v jeho studiu ve Vancouveru.
25. července 2013 All the Young na svých profilech na sociálních médiích oznámili, že bubeník Will Heaney z osobních důvodů kapelu opustil. Kytarista David Cartwright odešel krátce poté.

## Diskografie
Alba
- Welcome Home (Warner Bros. Records UK, 2012)

Singly
- „The First Time“ (Warner Bros. Records UK, 2011)
- „Welcome Home“ (Warner Bros. Records UK, 2011)
- „Live From King Tut's“ (Warner Bros. Records UK, 2011)
- „Quiet Night In“ (Warner Bros. Records UK, 2011)
- „The Horizon“ (Warner Bros. Records UK, 2012)
- „You & I“ (Warner Bros. Records UK, 2013)